# ほや雑煮
ほや雑煮（ほやぞうに）は、宮城県石巻市の一部で正月に食べられている伝統食。ホヤを用いた雑煮である。
ホヤの旬は夏であるため、正月の雑煮には乾燥させた干しホヤが用いられていた。今日では冷凍した蒸しホヤも用いられる。
ホヤは焼いたり、蒸したりして出汁を取り、餅は角餅を焼いたものを入れる。戻した干しホヤの他に地元の海産物や野菜を具材に用いる。
ホヤはだいだい色をしており、鏡餅に乗せる果実のダイダイと同様に「代々」の字を当てて「子孫繁栄」の祈願とする説がある。
2022年度（2023年3月）に文化庁が制定する100年フードの「伝統の100年フード部門」へ認定された。宮城県内からは3件目の認定事例となる。
もともとが家庭料理であるため、ほや雑煮を提供する飲食店は無かったが、100年フード認定を機会に地域活性化の一環として提供する店が現れたり、石巻市立桜坂高等学校家庭クラブでホヤを使った新たなメニュー開発が行われたりしている。